# Albuquerquea latifrons
Albuquerquea latifrons är en tvåvingeart som beskrevs av Mello 1967. Albuquerquea latifrons ingår i släktet Albuquerquea och familjen spyflugor. Inga underarter finns listade i Catalogue of Life.